# Crítica social

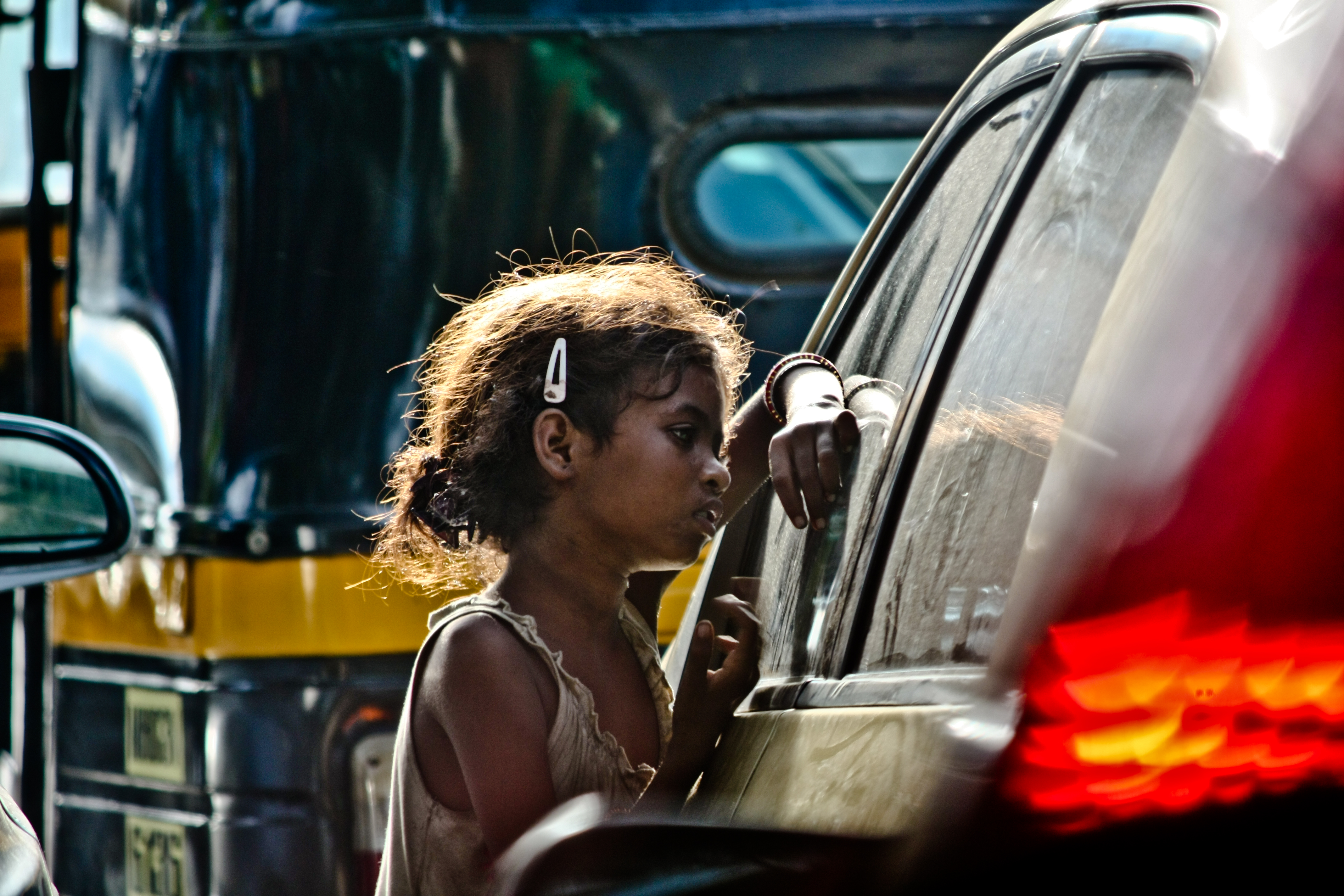
"Beggar girl".Hungry, Mumbai. (Niña mendiga. Hambrienta, Bombay). Autor: Varun Chatterji

La crítica social es el parecer de una sociedad o comunidad, a menudo definida en los términos de la crítica, ya sea del todo, o por lo menos, de aspectos sustantivos de esta.
Esa crítica se hace sobre una base radical, pero el término no es excluyente. Se ha argumentado que toda crítica social implica una idea de la felicidad o desarrollo humano junto a una idea del deber de cómo una sociedad debería organizarse o sus miembros deberían comportarse a fin de lograr esa felicidad y desarrollo del potencial humano.

## Terminología
Por lo general en el área académica, se entiende que el concepto, crítica social, se refiere al uso de principios, esquemas conceptuales o teóricos para analizar y explicar las estructuras sociales. Algunos consideran que es una rama de la sociología, pero los que practican la crítica social generalmente consideran que la actividad es inherente e interdisciplinaria, por un lado nutriéndose y por el otro contribuyendo a disciplinas tales como antropología, geografía, economía, filosofía, historia, lingüística, sociología, teología, entre otras. Produciendo, por ejemplo, disciplinas tales como la psicología crítica. Desde este punto de vista se puede considerar que la crítica social es el puente conceptual entre los conceptos, igualmente imprecisos, de filosofía social, sociología y las ciencias políticas.
Tomando en cuenta esas consideraciones es que en Inglaterra se habla de "Crítica Cultural" (Cultural Critic) y "Estudios culturales" (Cultural Studies) o sociocultural. En los Estados Unidos de América y algunos países de América Latina, como Puerto Rico, se ha popularizado la Teoría social (Social theory), término que se está extendiendo a Alemania (Kulturtheorie o Sozialtheorie) y que está reemplazando al más tradicional Gesellschaftskritik o simplemente Kritik (ver Analyse & Kritik: Zeitschrift für Sozialtheorie). En francés la Critique sociale tiene una tradición y reconocimiento bastante largo debido a la existencia de una revista de 1930 con el mismo nombre.

## Desarrollo histórico
La crítica social es una actividad fuertemente influenciada por percepciones filosóficas, morales, religiosas y sociales. Es bastante difícil por tanto ofrecer una tipología de las aproximaciones que sea generalmente satisfactoria y objetiva. Sin embargo, notando que en la práctica estas visiones a menudo comparten raíces y se nutren entre ellas mismas, parece posible a rasgos generales diferenciar tres grandes momentos en su desarrollo.
Se puede alegar que desde los comienzos de la sociedad ha existido una crítica. Esa crítica parece haber sido, en particular, filosófica (por ejemplo, La República de Platón), religiosa (por ejemplo, Apologética), utópica o literaria (por ejemplo, la Sátira). Antes bien, hacia fines del periodo clásico se empieza a usar métodos más sofisticados con el fin de tratar de entender a la sociedad, por un lado buscando maneras de integrar las nuevas percepciones del Humanismo renacentista con la ideología dominante (ver, por ejemplo, Escuela de Salamanca) y por el otro encontrando las raíces, causas o leyes que gobiernan el desarrollo de la historia o los factores de la naturaleza humana (tales como el interés propio, el uso de la razón, la cooperación,...) que influyen o determinan las formas que adoptan las sociedades (ver Spinoza).
Ese movimiento hacia una "explicación racional" se concretiza en un segundo momento que se puede alegar que empieza con Kant. A partir de él, durante la mayor parte del siglo XIX y hasta la primera mitad del siglo XX la crítica estaba dominada por aproximaciones racionalistas, características del llamado Siglo de las luces y Modernismo. 
Se considera que un momento clave de esta nueva aproximación se produce con el trabajo de Hegel, quien introdujo un sistema para entender la historia de la filosofía y el mundo mismo, llamado a menudo “dialéctica”. Se trata de una progresión en la que cada movimiento sucesivo surge como solución de las contradicciones inherentes al movimiento anterior, dando así comienzo a las llamadas escuelas críticas (aunque el término se deriva de la crítica kantiana).
La otra gran vertiente de la época fue constituida por el naturalismo Empirista y el Positivismo (ver Locke y Montesquieu).
De estas visiones se derivan el Liberalismo, el Contractualismo, el Socialismo (especialmente el Marxismo, la Teoría crítica de la escuela de Frankfurt y el Socialismo Democrático). Además, el Cooperativismo, Mutualismo, entre otras.
A pesar de ello, había escuelas contemporáneas que buscaban complementar o reemplazar el uso de la razón con aspectos que van más allá que ella. Este es el caso de críticas moralistas (basadas en el cristianismo, tales como la Doctrina Social de la Iglesia), esteticistas (la Revolución Cultural, el Naturalismo, el Simbolismo y el Modernismo (literatura en español)) o psicológicas (por ejemplo, el Existencialismo). Conviene también mencionar la Escuela Austriaca de Economía.
Un tercer momento se hace notar en la segunda mitad del siglo XX, en particular a partir de la década del setenta de ese siglo. Posiblemente correspondiendo a desarrollos académicos relacionados con problemas en las fundaciones de la consistencia lógica (ver Teorema de la incompletitud de Gödel, Liechtenstein, Derrida) y sociopolíticos más amplios (ver contracultura, Mayo del 68, Frantz Fanon, Nueva izquierda y Movimiento por los Derechos Civiles en Estados Unidos), las grandes teorías unificantes dejan de tener el papel dominante y son complementadas con teorías que podrían ser llamadas sectoriales, que buscan dar una voz a los directamente afectados por formas concretas de discriminación sin pretensiones explícitas de explicar científicamente el mundo.
Notables entre esas teorías sectoriales se cuentan la teoría de la Negritud, el Panafricanismo, las teorías del Poscolonialismo, el Feminismo, la Teoría Queer, las teorías del Indigenismo y el Regionalismo.
Esto no significa que las teorías generales o unificantes han desaparecido. En adición a las que ya se han mencionado, tenemos las que, aceptando la diversidad de posiciones, buscan promover una visión y acción común, como las teorías llamadas "prácticas de resistencia" —por ejemplo, las que han originado la Economía crítica— y la Democracia social. Además, existen las que son declaradamente universalistas, tales como el Ecologismo, los movimientos en favor de los Derechos humanos y la Teología de la liberación, de especial importancia a principios del siglo XXI, en el que se han constituido factores aglutinantes para muchas de las otras visiones.